# Hijos de Madrid
Hijos de Madrid, cuyo título completo es Hijos de Madrid, ilustres en Santidad, dignidades, armas, ciencias y artes, es un diccionario biográfico de José Antonio Álvarez Baena, publicado en cuatro tomos entre 1789 y 1791.

## Descripción
| «Un Hijo no puede ocuparse mas al gusto y aceptacion de su Madre, que haciéndose Panegirista é Historiador de sus célebres hermanos» —Álvarez Baena, en la introducción al primer tomo |

La obra, que lleva el subtítulo de «diccionario histórico por el orden alfabético de sus nombres», está dedicada «á la muy noble, leal, imperial y coronada villa de Madrid, en los caballeros corregidor y regidores, que componen su ilustrísimo y nobilísimo ayuntamiento». Se recogen retazos biográficos de «mas de 1500 sugetos insignes, contándose entre ellos cerca de una mitad de este número de que nadie ha hecho mencion hasta ahora», según palabras del autor. El corregidor de la capital española, José Antonio de Armona, le concedió a Álvarez Baena quinientos ducados para sufragar los costes de impresión que pudiera repercutirle la obra. Elías de Molins aseguró ya en 1902 que la obra carecía de valor y apuntó que son «muy deficientes las indicaciones bibliográficas consignadas».